# Terry Medwin
Terence Cameron Medwin (født 25. september 1932 i Swansea, Wales, død 1. maj 2024) var en walisisk fodboldspiller (højre wing).
Medwin startede sin karriere i hjembyen, hvor han repræsenterede Swansea frem til 1956. Herefter skiftede han til England, hvor han skrev kontrakt med London-klubben Tottenham. Her var han tilknyttet de følgende syv sæsoner og var med til at vinde både det engelske mesterskab og to FA Cup-titler.
Medwin spillede desuden 30 kampe og scorede seks mål for det walisiske landshold. Han var en del af landets trup til VM i 1958 i Sverige, Wales' eneste VM-deltagelse nogensinde. Han spillede fire af holdets fem kampe i turneringen, hvor waliserne nåede frem til kvartfinalen, der dog blev tabt med 1-0 til turneringens senere vindere fra Brasilien.

## Titler
Engelsk mesterskab
- 1961 med Tottenham Hotspur

FA Cup
- 1961 og 1962 med Tottenham Hotspur

Charity Shield
- 1961 og 1962 med Tottenham Hotspur